# Đặng Diệc Vũ
Đặng Diệc Vũ (tiếng Trung giản thể: 邓亦武, bính âm Hán ngữ: Dèng Yìwǔ, sinh tháng 10 năm 1965, người Hán) là doanh nhân, chính trị gia nước Cộng hòa Nhân dân Trung Hoa. Ông là Ủy viên dự khuyết Ủy ban Trung ương Đảng Cộng sản Trung Quốc khóa XX, hiện là Bí thư Đảng tổ, Chủ tịch Tập đoàn Dự trữ lương thực Trung Quốc. Ông cũng từng là Tổng giám đốc của tập đoàn này; và Bí thư Đảng ủy Đại học Phát thanh Truyền hình Cát Lâm.
Đặng Diệc Vũ là đảng viên Đảng Cộng sản Trung Quốc, học vị Tiến sĩ Kinh tế học, chức danh Nghiên cứu viên Tài chính kinh tế. Ông có sự nghiệp hơn 30 năm trong ngành lương thực của Trung Quốc.

## Xuất thân và giáo dục
Đặng Diệc Vũ sinh vào tháng 10 năm 1965 ở huyện Du thuộc địa cấp thị Chu Châu, tỉnh Hồ Nam, Cộng hòa Nhân dân Trung Hoa. Ông lớn lên và tốt nghiệp cao trung ở huyện Du, đến tháng 9 năm 1981 thì theo học Trường Lương thực Hồ Nam, tốt nghiệp kế toán chuyên nghiệp vào tháng 7 năm 1983. Đến tháng 7 năm 1988, ông tới Bắc Kinh tham gia chương trình nghiên cứu sinh toàn thời gian hệ kế toán ở Học viện Tài chính Trung ương – nay là Đại học Tài chính Kinh tế Trung ương, nhận bằng Thạc sĩ vào tháng 2 năm 1991. Từ tháng 9 năm 2001, ông là nghiên cứu sinh tại chức ở Viện nghiên cứu sinh của Viện Khoa học xã hội Trung Quốc lĩnh vực kinh tế công nghiệp, trở thành Tiến sĩ Kinh tế học vào tháng 7 năm 2004. Đặng Diệc Vũ kết nạp Đảng Cộng sản Trung Quốc vào tháng 3 năm 1986, ông từng tham gia khóa bồi dưỡng huấn luyện cán bộ trung, thanh niên giai đoạn tháng 3–7 năm 2013 tại Trường Đảng Trung ương Đảng Cộng sản Trung Quốc.

## Sự nghiệp
Tháng 7 năm 1983, sau khi hoàn thành khóa học ở trường Lương thực, Đặng Diệc Vũ được phân về Nhà máy Sản xuất ngũ cốc và dầu Tương Đàm của Hồ Nam làm kế toán viên. Ông bắt đầu sự nghiệp ở đây và công tác liên tục giai đoạn 1983–88, đi học thạc sĩ ở Bắc Kinh đến 1991, học xong thì được nhận vào Bộ Thương nghiệp làm cán bộ ngạch chủ nhiệm khoa viên ở Phòng Tổng hợp của Ty Định giá tài chính, được thăng chức là Phó Trưởng phòng Tổng hợp từ tháng 11 năm 1992. Tháng 10 năm 1993, ông được điều sang Cục Dự trữ lương thực Quốc gia, nhậm chức Phó Trưởng phòng Tổng hợp của Ty Tài vụ, thăng chức Trưởng phòng vào tháng 2 năm 1996. Đến tháng 8 năm 1998, ông được bổ nhiệm làm Phó Ty trưởng Ty Điều vận, sang năm 2010, khi cục được cải tổ thành Cục Lương thực Quốc gia thì ông được điều sang nhậm chức Phó Ty trưởng Ty Pháp quy chính sách từ tháng 4 năm 2000, Phó Ty trưởng Ty Kiểm tra giám đốc từ tháng 12 năm 2000. Vào tháng 7 năm 2002, ông kiêm nhiệm là Phó Chủ nhiệm Trung tâm Bồi huấn nghiên cứu lương thực Trung Quốc, cấp phó ty, cục, rồi đến tháng 11 năm 2005 thì nhậm chức Ty trưởng Ty Tài vụ.
Tháng 7 năm 2011, sau gần 20 năm công tác ở cơ quan lương thực quốc gia, Đặng Diệc Vũ được điều về Cát Lâm, nhậm chức Bí thư Thị ủy Song Liêu – một thành phố cấp huyện của Tứ Bình. Sau đó 2 tháng, ông được điều lên Tứ Bình làm Phó Thị trưởng Tứ Bình, được bầu vào Ủy ban Thường vụ Thị ủy Tứ Bình vào tháng 2 năm 2012. Từ đầu năm 2014 đến cuối năm 2015, ông giữ chức Bí thư Đảng ủy Đại học Phát thanh Truyền hình Cát Lâm.
Tháng 9 năm 2015, Đặng Diệc Vũ được điều trở lại Cục Lương thực Quốc gia là Chủ nhiệm Trung tâm Bồi huấn nghiên cứu lương thực Trung Quốc, rồi nhậm chức Thành viên Đảng tổ, Phó Cục trưởng sau đó 2 tháng. Sang tháng 9 năm 2016, ông được bổ nhiệm làm Phó Bí thư Đảng tổ, Tổng giám đốc Tập đoàn Dự trữ lương thực Trung Quốc, rồi Bí thư Đảng tổ, Chủ tịch tập đoàn này từ tháng 1 năm 2019. Cuối năm 2022, ông tham gia Đại hội Đảng Cộng sản Trung Quốc lần thứ XX từ đoàn đại biểu xí nghiệp nhà nước. Trong quá trình bầu cử tại đại hội, ông được bầu là Ủy viên dự khuyết Ủy ban Trung ương Đảng Cộng sản Trung Quốc khóa XX.